# Walter Corbo
Walter Luis Corbo Burmia (født 2. maj 1949 i Montevideo, Uruguay) er en tidligere uruguayansk fodboldspiller, der som målmand på Uruguays landshold var med til at nå semifinalen ved VM i 1970 i Mexico. I alt nåede han at spille 26 kampe for landsholdet.
Corbo spillede på klubplan primært for CA Peñarol i hjemlandet, hvor han var med til at vinde tre uruguayanske mesterskaber. Han havde også ophold i Brasilien hos Grêmio og i Argentina hos San Lorenzo de Almagro.